# Музей Ататюрка и Войны за независимость
Музей Ататюрка и Войны за независимость (тур. Atatürk ve Kurtuluş Savaşı Müzesi) — расположенный в Аныткабире музей, занимающий 3 тысячи м² и посвящённой Войне за независимость Турции и Кемаль-паше. Открылся 26 августа 2002. На церемонии открытия присутствовали тогдашние Президент Турции Ахмет Недждет Сезер, спикер турецкого Парламента Омер Изги, Премьер-министр Турции Бюлент Эджевит, председатель Конституционного суда Турции Мустафа Бумин, начальник турецкого генштаба Хюсейн Кыврыкоглу, заместитель Премьер-министра Девлет Бахчели, министр обороны Турции Сабахаттин Чакмакоглу, министр культуры Турции Бурхан Суат Чаглаян, бывший министр культуры Мустафа Истемихан Талай и послы неск. стран.

## Экспозиции

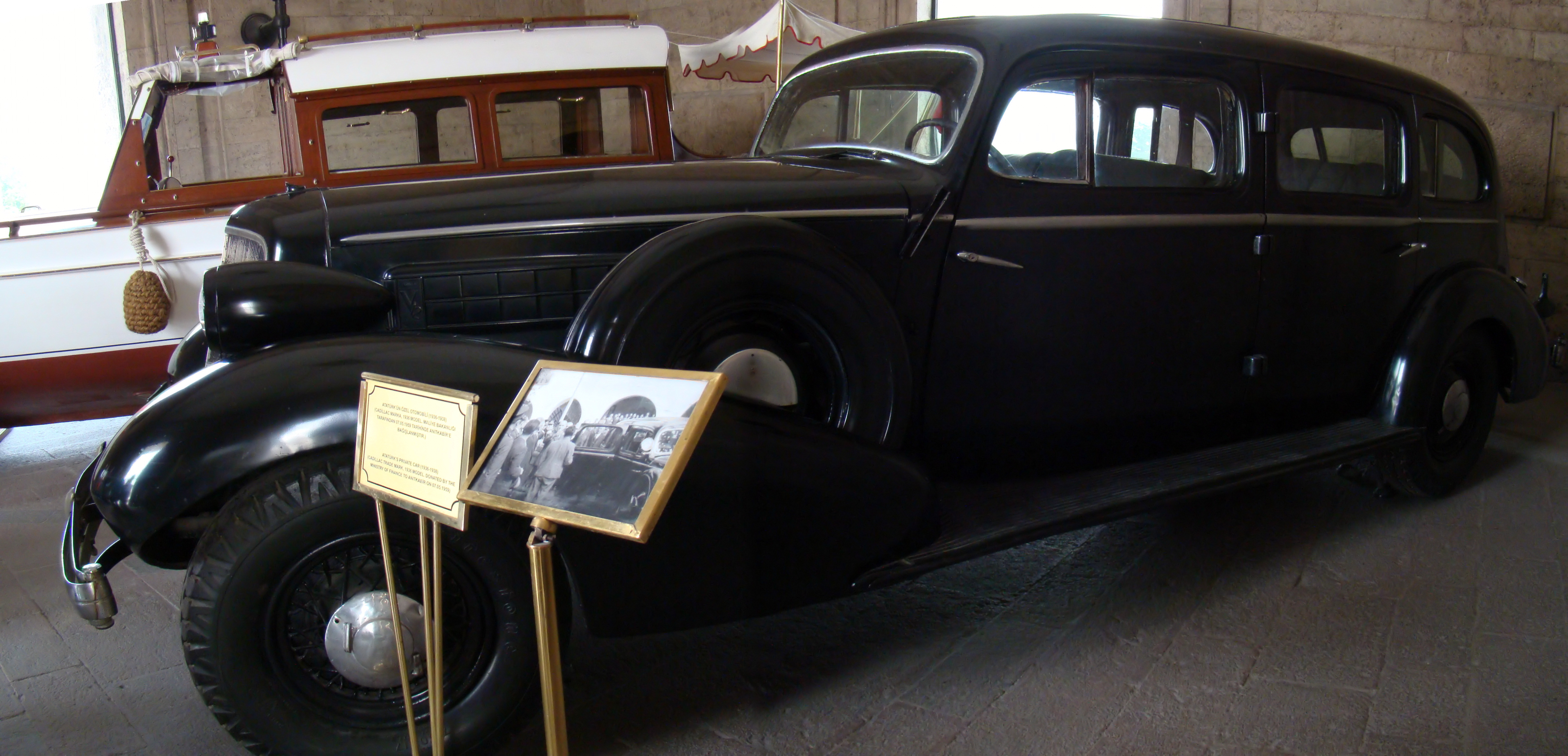
Кадиллак Ататюрка, используемый им в 1936—1938 гг.

В музее 4 экспозиции: первая — личная вещи Ататюрка. Вторая — боевые сухопутная и морская панорамы Дарданелльской операции. Третья — панормы Битвы при Сакарье и Великого наступления. Четвёртая — фотографии и текстовые описания турецкой революции. В первой части также расположена восковая скульптура пса Фокса — домашнего любимца Ататюрка. Во второй и третьей — трёхмерные боевые реконструкторские панорамы времён Войны за независимость и последующие годы Турецкой республики вплоть до смерти Ататюрка. Для передачи атмосферы военных действиях в залах находятся экспонаты вроде оружия, гильз, кусков скалы, запряжённых волами повозок, пушёк, жжёных покрышек, а также работают звуковые и видеоэффекты. В ней представлены свыше 3000 фотографий тех времён, а также портреты турецких военных командиров. Сценарий к ней написал известный турецкий режиссёр Таргат Озакман, а музыку — композитор Муаммер Сун. Также там расположены бронзовые бюсты с краткой биографией следующих 20 известных турецких военных-героев той войны:
- Мустафа Кемаль Ататюрк
- Мустафа Февзи Чакмак
- Исмаил Джеват Чобанлы
- Якуп Шевки-паша
- Фахреттин Алтай
- Казым Озальп
- Абдурахман Нафиз Гюрман
- Исмет Инёню
- Нуреддин-паша
- Мехмет Нихат Анылмыш
- Али Фуат Джебесой
- Кязым Муса Карабекир
- Халиде Эдиб Адывар
- Кара Фатма
- Шахин-Бей
- Сютчю Имам Али
- Хасан Тахсин
- Йорюк Али Эфе
- Яхья Каптан
- Кёпрюлю Хамди

11 июня 2005 была открыта четвёртая экспозиция, содержащая личную библиотеку Ататюрка из 3123 книг, рассортированных в первую очередь по языкам (больше всего на турецком и французском, но также есть книги на английском, румынском, греческом и латыни), во вторую — по типу (сперва исторические, затем лингвистические и литература).